# KUD Izvor

## Kratka biografija društva
Kulturno umjetničko društvo "IZVOR" osnovano je 1978. godine. "Izvor" je izvorno društvo i osnovano je s ciljem gajenja izvorne pjesme i plesa Rakovice, a također i šire rakovičke okolice. Svojim djelovanjem želi izvući iz zaborava i obnoviti folklorne vrijednosti ovoga kraja. 
Iako mlado i novoosnovano, društvo je imalo zapažene nastupe na lokalnom nivou kao i šire (Vinkovačke jeseni, u Italiji u mjestima Stradela i Castel San Giovani ).
U proljeće 1995. društvo doživljava svoj novi procvat u Prognaničkom naselju Gaza. "Izvor" opet snažno teče i snagom svoje pjesme napaja rakovičko-drežničku prognaničku čeljad. Upravo ta pjesma, izvorska, melem je rani nanijetoj i okrepljenje duši prognaničkoj. Društvo nastupa i daje prigodne programe za prognanike u naselju Gaza, u Zagrebu, Bjelolasici kao i za rakovičke branitelje duž bojišnice Tounj-Josipdol-Ogulin.
U ratnim stradanjima uništene su izvorske vrijednosti ovog društva: nošnje, odjeća, obuća, instrumenti i zapisi su opljačkani, oteti ili spaljeni, ali društvo ponovo izvire iz pepela i ponovo stvara ovo što sada ima; nošnje starinske, siromašne, ali naše.
Društvo sada okuplja tridesetak aktivnih članova. Svoj program rada objedinjuje djelovanjem kroz 4 sekcije: plesnu, pjevačku, tamburašku i literarnu. Nastupa na svim lokalnim manifestacijama, predsjednik društva je Krunoslav Turkalj, a umjetnički voditelj prof. Petar Hodak.

## Naziv pjesama i plesova - običaja
"Rakovice, selo moje milo da te nije, ne bi ni nas bilo"
Ovo je splet tipičnih napjeva koji se pjevaju u Rakovici i široj okolici u dvostihu. Svaki stih je u desetercu. Sadržaj dvostiha je uvijek ljubav prema selu, mjestu, djevojci ili momku.
Napjevi se pjevaju prigodom običaja, obiteljskih svetkovina i crkvenih blagdana. Najpoznatije je Božićno Malo kolo uz pripjev "Ej, alaj rano moja". Rado je pjevan napjev na Oj (ojkača), zatim Iz sredine (stiha), pa Pod korak, napjev uz pripjev Hej, hej, hej ili Zvjezdice Danice. 
Od pjesama poznate su: Moj nevene, Pjevaj mi pjevaj sokole, Preko kapele, Gorom jezde kićeni svatovi i dr. 
Sve su to pjesme dužeg sadržaja i ljubavnih motiva, najčešće sjetnog, baladnog ugođaja. 
Igre i kola ovog područja su tipični za dinarsko područje. Obično su to nijema kola bez pratnje (Ličko kolo), kolo uz pjesmu (Malo kolo, Igrali se konji vrani), kola uz pratnju tamburice samice, kozarice, a u novije vrijeme tamburaškog sastava (Povrati, Sremica, Svirački).

## Opis nošnje
Izgled nošnje članova KUD-a "Izvor" datira uglavnom iz vremena od prije stotinjak godina, vremena na prijelazu iz 19. u 20. stoljeće. To je uglavnom radna ljetna poljodjelna odjeća satkana od laneno konopljenog profinjenog prediva ručne izrade na kućnom tkalačkom stanu, zvanom krosna. Kasnije je ova izrada oplemenjena pamučnim predivom da se dobije finije i mekše tkano platno koje je u vodi izbjeljivano radi mekoće i bjeline.
Ženska nošnja: košuljica, potkošulja, košulja i zaslon, na nogama crne vunene čarape i opanci. Ova nošnja za svečane prigode obogaćena je štofanim prslucima (crvene, zelene, plave boje) i štoganim maramama. Za svečane prilike starije žene nose satkane ili spletene torbice.
Muška nošnja: bijela platnena košulja i gaće, na nogama bijele vunene čarape i opanci. Za svečane prigode ovu našnju dopunjava lička kapa (crven kapa) s dužim resama, ječerma (prsluk ) od tamnoplavog ili crnog štofa te ćemer (od prave kože) oko pasa koji su nosili "gazde", odnosno viđeniji momci.